# ロード・トリップ パパは誰にも止められない!
『ロード・トリップ パパは誰にも止められない!』（ロード・トリップ パパはだれにもとめられない!、College Road Trip）は、2008年のアメリカ合衆国のコメディ映画。監督はロジャー・カンブル、出演はマーティン・ローレンスとレイヴン・シモーネなど。
愛する娘を手放したくない父親が、遠く離れた大学に進学を希望する娘を引き留めようとして巻き起こす騒動を描いている。
日本劇場未公開だが、2010年3月17日にDVDが発売された。またWOWOWでも放送された。

## ストーリー
警察署長ジェームズ・ポーターは、娘メラニーを溺愛するあまり、1日でも長く側に置いておきたいと、子どものころからメラニーに家から通えるノースウェスタン大学に進学するように言い聞かせていた。
一方、メラニーは遠く離れたワシントンD.C.にある名門ジョージタウン大学への進学を希望していた。
そんなある日、メラニーはジョージタウン大学入学のための面接を受けることになる。
ノースウェスタン大学に進学するものと信じていたジェームズは慌てる。
そして、メラニーのワシントンD.C.行きに強引に同行することにする。
ジェームズは旅の途中でノースウェスタン大学に立ち寄り、同大学の良さをメラニーにアピールするが、ジェームズの企てはことごとく失敗する。
しかも車にメラニーの幼い弟トレイがペットの豚アルバートと共にこっそり乗り込んでいたことが分かった上、ジェームズのミスで車が壊れてしまう。

## キャスト
ジェームズ・ポーター
演 - マーティン・ローレンス、吹替 - 山路和弘
子離れできない父親。警察署長。
メラニー・ポーター
演 - レイヴン・シモーネ、吹替 - 木藤聡子
ジェームズの娘。大学進学を控えた女子高生。成績は優秀。
ミシェル・ポーター
演 - キム・ホイットリー、吹替 - さとうあい
ジェームズの妻。
トレイ・ポーター
演 - エシャヤ・ドレイパー、吹替 - 寺田はるひ
ジェームズの息子。メラニーの弟。
ナンシー・カーター
演 - ブレンダ・ソング、吹替 - 山下亜矢香
メラニーの友人。
ダグ・グリーンハット
演 - ダニー・オズモンド、吹替 - 高木渉
超ハイテンションの父親。
ウェンディ・グリーンハット
演 - モリー・エフレイム、吹替 - 本美奈子
超ハイテンションの娘。
スクーター
演 - ルーカス・グラビール、吹替 - 福山潤
オタク。
判事
演 - アダム・ルフェーヴル、吹替 - 福田信昭
ドニー
演 - マイケル・ランデス

## 作品の評価
Rotten Tomatoesによれば、批評家の一致した見解は「けたたましいギャグと中途半端なドタバタ劇でいっぱいの『ロード・トリップ パパは誰にも止められない!』は、嘆かわしいほどに喜劇の想像力に欠けている。」であり、74件の評論のうち高評価は12%にあたる9件で、平均して10点満点中3.41点を得ている。
Metacriticによれば、20件の評論のうち、高評価は2件、賛否混在は9件、低評価は9件で、平均して100点満点中36点を得ている。